# Ерохин, Андрей Анатольевич
Андрей Анатольевич Ерохин (укр. Андрій Анатолійович Єрохін; род. 24 марта 1978, Белгород-Днестровский, Одесская область) — украинский футболист, выступавший на всех позициях в поле, в основном на позиции защитника. Мастер спорта Украины международного класса (2001).

## Биография
Воспитанник ДЮСШ своего родного города и днепропетровского спортинтерната. Взрослую карьеру начинал в низших лигах Украины в клубах «Металлург» (Новомосковск) и «Днестровец» (Белгород-Днестровский). В 1996 году перешёл в белорусский клуб «Нафтан-Девон» (Новополоцк), проводивший свой дебютный сезон в высшей лиге. Всего за три года в чемпионате Беларуси сыграл 69 матчей.
Весной 1999 года вернулся на родину и присоединился к одесскому «Черноморцу». Серебряный призёр первой лиги Украины 1998/99. После выхода клуба в высшую лигу в первые полсезона не выступал за основной состав, дебютировал в высшей лиге только 18 марта 2000 года в матче против «Прикарпатья». 22 апреля 2000 года забил первый гол за клуб в ворота «Днепра», однако результат матча был аннулирован и его клубу засчитано поражение. Во второй части сезона 1999/00 был стабильным игроком стартового состава и провёл 15 матчей в высшей лиге, однако его клуб занял место в зоне вылета. В следующих двух сезонах игрок продолжал выступать за «Черноморец» в первой лиге и в сезоне 2001/02 снова стал серебряным призёром турнира. В осенней части сезона 2002/03 сыграл 9 матчей в высшей лиге. В начале 2003 года перешёл на правах аренды в клуб первой лиги «Закарпатье» (Ужгород), где провёл полгода.
В 2004 году перешёл в казахстанский клуб «Атырау», где уже выступала большая группа украинских игроков под руководством одесского тренера Александра Голоколосова. За четыре года провёл более 100 матчей в чемпионате Казахстана. В 2008 году перешёл в другой казахстанский клуб — «Восток» (Усть-Каменогорск), где также играл под руководством Голоколосова, однако по окончании сезона клуб был исключён из высшего дивизиона.
С 2009 года до конца карьеры играл за клубы-середняки чемпионата Узбекистана — «Машал» (Мубарек), «Кызылкум» (Зарафшан), «Динамо» (Самарканд), всего провёл около 100 матчей.
В 2010-е годы играл в Одессе в городских и ветеранских соревнованиях. Лучший защитник чемпионата города 2017 года, чемпион Украины среди ветеранов 2017 года, победитель международного ветеранского турнира во Франции (2019).
В 2001 году в составе студенческой сборной Украины принимал участие во Всемирной Универсиаде и стал её серебряным призёром.
После окончания игровой карьеры работал детским тренером в СДЮШОР «Черноморец» (Одесса).

## Достижения
- Серебряный призёр первой лиги Украины: 1998/99, 2001/02
- Серебряный призёр Всемирной Универсиады: 2001